# Hubert Hahne
Hubert Hahne (Moers, Wesel; 28 de marzo de 1935-Düsseldorf, 24 de abril de 2019) fue un piloto de automovilismo alemán.

## Trayectoria
Participó en cinco Grandes Premios del Campeonato del Mundo de Fórmula 1, dos de ellos al volante de coches de Fórmula 2 y una carrera de Fórmula 1 fuera de campeonato.

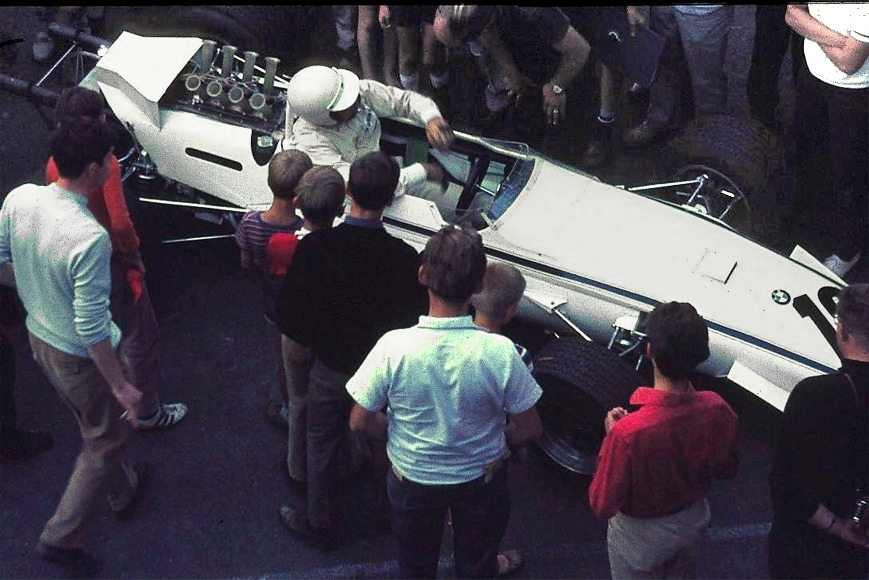
Hubert Hahne con un Lola-BMW de Fórmula 2 en 1968 en Nürburgring

Hahne consiguió un March 701 para 1970, pero no pudo clasificarse para el Gran Premio de Alemania de 1970 que se celebró en el Hockenheimring ese año. Hahne afirmó que el chasis y el motor estaban entre los peores de los muchos March y Cosworth entregados ese año. Ronnie Peterson demostró más tarde en  Silverstone que este coche podía hacer tiempos adecuados y Hahne se retiró de las carreras.

## Resultados

### Fórmula 1
(Clave) (negrita indica pole position) (cursiva indica vuelta rápida)

| Año         | Escudería                   | 1   | 2   | 3   | 4   | 5   | 6       | 7         | 8       | 9   | 10  | 11  | 12  | 13  | Pos. | Puntos |
| ----------- | --------------------------- | --- | --- | --- | --- | --- | ------- | --------- | ------- | --- | --- | --- | --- | --- | ---- | ------ |
| 1966        | Tyrrell Racing Organisation | MON | BEL | FRA | GBR | NED | GER 9F2 | ITA       | USA     | MEX |     |     |     |     | NC   | 0      |
| 1967        | Bayerische Motoren Werke AG | RSA | MON | NED | BEL | FRA | GBR     | GER Ret   | CAN     | ITA | USA | MEX |     |     | NC   | 0      |
| 1968        | Bayerische Motoren Werke AG | RSA | ESP | MON | BEL | NED | FRA     | GBR       | GER 10  | ITA | CAN | USA | MEX |     | NC   | 0      |
| 1969        | Bayerische Motoren Werke AG | RSA | ESP | MON | NED | FRA | GBR     | GER DNSF2 | ITA     | CAN | USA | MEX |     |     | NC   | 0      |
| 1970        | Hubert Hahne                | RSA | ESP | MON | BEL | NED | FRA     | GBR       | GER DNQ | AUT | ITA | CAN | USA | MEX | NC   | 0      |
| Referencia: |                             |     |     |     |     |     |         |           |         |     |     |     |     |     |      |        |